# Zmarli w roku 1839
Lista osób zmarłych w 1839:

## styczeń 1839
- 6 stycznia – Maria Orleańska, księżna wirtemberska[1]

## luty 1839
- 14 lutego – Józef Marceli Dzięcielski, biskup lubelski[2]
- 27 lutego – Szymon Konarski, polski działacz niepodległościowy, powstaniec listopadowy[3]

## marzec 1839
- 16 marca – August Cywolka, polski podróżnik w służbie rosyjskiej[4]
- 28 marca – Pieter van Os, malarz holenderski[5]

## kwiecień 1839
- 2 kwietnia – Dominik Vũ Đình Tước, wietnamski dominikanin, męczennik, święty katolicki[6]

## maj 1839
- 3 maja
  - Pehr Henrik Ling, szwedzki propagator gimnastyki leczniczej[7]
  - Ferdinando Paër, włoski kompozytor
- 8 maja – Jan Prosper Witkiewicz, współorganizator stowarzyszenia „Czarni Bracia”, carski wysłannik do Azji[8]
- 20 maja – Protazy Chŏng Kuk-bo, koreański męczennik, święty katolicki[9]
- 21 maja – Johann Christoph Friedrich GutsMuths, niemiecki pedagog[10]
- 24 maja
  - Magdalena Kim Ŏb-i, koreańska męczennica, święta katolicka[11]
  - Anna Pak A-gi, koreańska męczennica, święta katolicka[11]
  - Agata Yi So-sa, koreańska męczennica, święta katolicka[11]
  - Agata Kim A-gi, koreańska męczennica, święta katolicka[11]
  - Augustyn Yi Kwang-hŏn, koreański męczennik, święty katolicki[11]
  - Barbara Han A-gi, koreańska męczennica, święta katolicka[11]
  - Łucja Pak Hŭi-sun, koreańska męczennica, święta katolicka[11]
  - Damian Nam Myŏng-hyŏg, koreański męczennik, święty katolicki[11]
  - Piotr Kwŏn Tŭg-in, koreański męczennik, święty katolicki[11]
- 26 maja – Józef Chang Sŏng-jib, koreański męczennik, święty katolicki[11]
- 27 maja
  - Barbara Kim, koreańska męczennica, święta katolicka[11]
  - Barbara Yi, koreańska męczennica, święta katolicka[11]

## czwerwiec 1839
- 3 czerwca – Marie Nicolas Ponce-Camus, francuski malarz, znany z przedstawiania epoki napoleońskiej[12]
- 6 czerwca – Łukasz Biegański, generał dywizji armii Księstwa Warszawskiego i Królestwa Polskiego[13]
- 13 czerwca
  - Augustyn Phan Viết Huy, wietnamski męczennik, święty katolicki[14]
  - Mikołaj Bùi Đức Thể, wietnamski męczennik, święty katolicki[14]
- 17 czerwca – William Bentinck, angielski lord, generalny gubernator Indii[15]
- 23 czerwca – Hester Stanhope, brytyjska awanturniczka i podróżniczka[16]

## lipiec 1839
- 1 lipca
  - Mahmud II, sułtan turecki z dynastii osmańskiej[17]
  - Seweryn Krzyżanowski, podpułkownik Wojsk Polskich Królestwa Kongresowego, przywódca Towarzystwa Patriotycznego[18]
- 9 lipca
  - Joachim Hao Kaizhi, chiński męczennik, święty katolicki[19]
- 16 lipca – Józef Niemojewski, generał brygady Armii Księstwa Warszawskiego, generał major powstania kościuszkowskiego[20]
- 18 lipca – Dominik Đinh Đạt, wietnamski męczennik, święty katolicki[21]
- 20 lipca
  - Róża Kim No-sa, koreańska męczennica, święta katolicka[9]
  - Marta Kim Sŏng-im, koreańska męczennica, święta katolicka[9]
  - Teresa Yi Mae-im, koreańska męczennica, święta katolicka[9]
  - Anna Kim Chang-gŭm, koreańska męczennica, święta katolicka[9]
  - Jan Chrzciciel Yi Kwang-nyŏl, koreański męczennik, święty katolicki[9]
  - Magdalena Yi Yŏng-hŭi, koreańska męczennica, święta katolicka[9]
  - Łucja Kim Nusia, koreańska męczennica, święta katolicka[9]
  - Maria Wŏn Kwi-im, koreańska męczennica, święta katolicka[9]

## sierpień/wrzesień 1839
- 28 sierpnia – William Smith, angielski inżynier i geolog[22]
- sierpień lub wrzesień – Łucja Kim, koreańska męczennica, święta katolicka[9]

## wrzesień 1839
- 3 września
  - Maria Pak K’ŭn-agi, koreańska męczennica, święta katolicka[23]
  - Barbara Kwŏn Hŭi, koreańska męczennica, święta katolicka[24]
  - Jan Pak Hu-jae, koreański męczennik, święty katolicki[25]
  - Barbara Yi Chŏng-hŭi, koreańska męczennica, święta katolicka[26]
  - Maria Yi Yŏn-hŭi, koreańska męczennica, święta katolicka[27]
  - Agnieszka Kim Hyo-ju, koreańska męczennica, święta katolicka[28]
- 12 września – Franciszek Ch’oe Kyŏng-hwan, koreański męczennik, święty katolicki[29]
- 21 września
  - Laurent Imbert – francuski misjonarz, biskup, męczennik, święty katolicki[30]
  - Pierre Maubant – francuski misjonarz, męczennik, święty katolicki[31]
  - Jacques Honoré Chastan – francuski misjonarz, męczennik, święty katolicki[32]
- 22 września
  - Augustyn Yu Chin-gil, koreański męczennik, święty katolicki[33]
  - Paweł Chŏng Ha-sang, koreański męczennik, święty katolicki[34]
- 26 września
  - Magdalena Hŏ Kye-im, koreańska męczennica, święta katolicka[35]
  - Sebastian Nam I-gwan, koreański męczennik, święty katolicki[36]
  - Julia Kim, koreańska męczennica, święta katolicka[37]
  - Agata Chŏn Kyŏng-hyŏb, koreańska męczennica, święta katolicka[38]
  - Karol Cho Shin-ch’ŏl, koreański męczennik, święty katolicki[39]
  - Ignacy Kim Che-jun, koreański męczennik, święty katolicki[40]
  - Magdalena Pak Pong-son, koreańska męczennica, święta katolicka[41]
  - Perpetua Hong Kŭm-ju, koreańska męczennica, święta katolicka[42]
  - Kolumba Kim Hyo-im, koreańska męczennica, święta katolicka[43]
- 28 września – William Dunlap, amerykański dramatopisarz, aktor i producent teatralny[44]
- wrzesień
  - Katarzyna Yi, koreańska męczennica, święta katolicka[45]
  - Magdalena Cho, koreańska męczennica, święta katolicka[46]

## październik 1839
- 8 października – Michał Korczyński, biskup przemyski[47]
- 31 października – Piotr Yu Tae-ch’ŏl, koreański męczennik, święty katolicki[9]

## listopad 1839
- 5 listopada – Simon Bernard, francuski generał[48]
- 13 listopada – William Otis, amerykański konstruktor[49]
- 15 listopada – Giocondo Albertolli, włoski architekt i dekorator szwajcarskiego pochodzenia, malarz i rzeźbiarz
- 23 listopada – Cecylia Yu So-sa, koreańska męczennica, święta katolicka[9]
- 26 listopada
  - Tomasz Đinh Viết Dụ, wietnamski dominikanin, męczennik, święty katolicki[6]
  - Dominik Nguyễn Văn Xuyên, wietnamski męczennik, święty katolicki[14]

## grudzień 1839
- 19 grudnia
  - Franciszek Ksawery Hà Trọng Mậu, wietnamski męczennik, święty katolicki[21]
  - Dominik Bùi Văn Úy, wietnamski męczennik, święty katolicki[6]
  - Augustyn Nguyễn Văn Mới, wietnamski męczennik, święty katolicki[14]
  - Tomasz Nguyễn Văn Đệ, wietnamski męczennik, święty katolicki[21]
  - Stefan Nguyễn Văn Vinh, wietnamski męczennik, święty katolicki[6]
- 21 grudnia
  - Piotr Trương Văn Thi, wietnamski ksiądz, męczennik, święty katolicki[14]
  - Andrzej Trần An Dũng, wietnamski ksiądz, męczennik, święty katolicki[21]
- 29 grudnia
  - Barbara Cho Chŭng-i, koreańska męczennica, święta katolicka[9]
  - Magdalena Han Yŏng-i, koreańska męczennica, święta katolicka[50]
  - Piotr Ch’oe Ch’ang-hŭb, koreański męczennik, święty katolicki[9]
  - Benedykta Hyŏng Kyŏng-nyŏn, koreańska męczennica, święta katolicka[51]
  - Elżbieta Chŏng Chŏng-hye, koreańska męczennica, święta katolicka[52]
  - Barbara Ko Sun-i, koreańska męczennica, święta katolicka[53]
  - Magdalena Yi Yŏng-dŏk, koreańska męczennica, święta katolicka[54]

grudzień – Konstancja Biernacka, polska pisarka literatury dziecięcej
data dzienna nieznana: 
- Józef Kamiński, generał powstania listopadowego[56]
- Konstanty Bogumił Malcz, adwokat warszawski[57]
- Wacław Sierakowski, generał brygady powstania listopadowego[58]
- Fryderyk Jakub Teichmann, działacz oświatowy, pastor ewangelicko-reformowany[59]